# 홍순성
홍순성(洪淳成, 1891년 7월 14일 ~ 1973년 2월 21일)은 대한민국의 독립운동가이다.
본관은 남양(南陽)이고 호(號)는 산남(山南)이다.

## 생애

### 일생
1919년 4월 5일, 15시경을 기하여 3.1 운동의 음력 날짜 독립 만세 시위를 하고자 충청남도 청양군(靑陽郡) 정산시장(定山市場)에서 1백여 주민들이 태극기를 흔들고 대한 독립 만세를 부르면서 장터를 행진하였다. 이 때 일본 헌병이 출동을 하면서 30여 시위 참여 군중들을 강제 연행해 가자, 분노한 시위 군중들은 피검자 석방 관련 요구를 하며 충청남도 청양 헌병주재소로 운집 쇄도하였다. 이를 주도하던 충청남도 청양군 목면(木面) 안심리(安心里)에 거주하는 목면향교 직원 권흥규(權興圭)라는 유자가 일본의 철수를 주장하며 격렬히 항거를 하자, 일본 헌병은 공포를 쏘아대며 권흥규의 제지를 기도하였다. 그러나 그가 앞가슴을 풀어 헤치고 달려들면서 더욱 거세게 항의하자 일본 헌병은 야만적으로 그의 가슴에 발포하여 그는 현장에서 순국하였다. 이튿날 아침, 청양군 정산시장 상인을 비롯한 주민들이 그의 시신을 고향 집으로 운구하는데 1천여 군중이 태극기를 흔들고 대한 독립 만세를 부르며 운구 행렬에 동참하였다. 이 때 공주에서 지원 나온 일본 헌병들이 운구 행렬에 무차별 사격을 감행하여 수많은 사상자가 발생하였다. 홍순성도 이 만세 운동에 참여하였다가 일경에 체포되어 1919년 4월 22일 소위 보안법 위반으로 충청남도 청양 헌병분견소에서 태(笞) 90도(度)를 받았다. 이 대한 독립 만세 시위 사건에 참가하였다가 태형을 받은 인사는 그를 비롯하여 166인이나 되었다.
1945년 광복 이후 1946년에서 1967년까지 한국독립당 자치행정연대위원을 지냈다.

### 정당 당원 관련 이력
- 前 한국독립당 자치행정연대위원(1946년 ~ 1967년)

### 사후
대한민국 정부에서는 고인의 공훈을 기리고자 2004년 3월 1일 대한민국 대통령 표창장을 추서하였다.